# Episodi di Blocco 181 (seconda stagione)
La seconda stagione della serie televisiva Blocco 181, pubblicizzata come Gangs of Milano - Le nuove storie del Blocco e composta da otto episodi, è stata trasmessa in prima visione assoluta sul canale satellitare italiano Sky Atlantic dal 21 marzo all'11 aprile 2025. Tutti gli episodi sono stati resi disponibili in anteprima su Sky On Demand tre giorni prima della loro trasmissione televisiva.
| nº | Titolo originale | Prima TV originale |
| -- | ---------------- | ------------------ |
| 1  | Episodio 1       | 21 marzo 2025      |
| 2  | Episodio 2       | 21 marzo 2025      |
| 3  | Episodio 3       | 28 marzo 2025      |
| 4  | Episodio 4       | 28 marzo 2025      |
| 5  | Episodio 5       | 4 aprile 2025      |
| 6  | Episodio 6       | 4 aprile 2025      |
| 7  | Episodio 7       | 11 aprile 2025     |
| 8  | Episodio 8       | 11 aprile 2025     |

## Episodio 1
- Diretto da: Ciro Visco
- Scritto da: Paolo Vari, Ivano Fachin e Ciro Vasco

### Trama
Milano. Nel cuore del Blocco 181, la nuova realtà della Kasba fa la sua comparsa. Zak e Nael, due giovani di origine araba appassionati di musica trap, guidano questa gang multietnica che sfida l'ordine del Blocco 181. Mahdi, che ha assunto il timone del Blocco dopo la morte dello zio Rizzo, è costretto a fronteggiare gli scontri sempre più violenti tra il suo gruppo e la Kasba, ai cui membri Mahdi aveva concesso di occupare il tetto delle palazzine del Blocco in seguito a un accordo stretto con Zak, suo cugino. Non avendo rispettato i termini dell'accordo, Mahdi sfrutta l'assenza di Zak e Nael dal Blocco per sfrattare i membri della Kasba liberando il tetto. Nel frattempo, Bea, ora responsabile della Misa, si trova a dover gestire un ingente carico di cocaina fornita da Calavera, signore della droga salvadoregno che tiene sotto scacco Ricardo. Nel momento in cui il compratore con cui Bea era in contatto si ritira, ritenendo che l'affare sia compromesso, Calavera uccide Ricardo e Bea e sua madre Rosario assistono all'evento in diretta durante una videochiamata.

## Episodio 2
- Diretto da: Ciro Visco
- Scritto da: Ivano Fachin

### Trama
Mentre la Misa piange la dipartita di Ricardo, un uomo appartenente a Calavera arriva a Milano minacciando Bea e la sua famiglia. Sempre Bea deve elaborare uno stratagemma per sfuggire ai controlli delle forze dell'ordine e liberare il carico di cocaina custodito in un magazzino. Una volta recuperata la merce, Bea rintraccia Lorenzo Curzi, ex collaboratore di Ricardo appena uscito da un percorso di riabilitazione religiosa, e gli propone di instaurare un rapporto di collaborazione. Nel frattempo, Ludo, ristabilitosi a Milano dopo un periodo di assenza, si avvicina a un gruppo di giovani provenienti da famiglie facoltose, ritenendoli responsabili della morte della sorella Isa. Bea incontra, in momenti distinti, sia Mahdi che Ludo, i quali appaiono distaccati rispetto al loro passato condiviso. Infine, i membri della Kasba si procurano armi da fuoco. Fiorella, vedova di Rizzo e madre dei due cugini di Mahdi, viene uccisa.

## Episodio 3
- Diretto da: Ciro Visco
- Scritto da: Giovanni Galassi

### Trama
In un flashback, si scopre che Ludo era fuggito in Danimarca con la sorella Isa. Le complicazioni legate al disturbo mentale di Isa avevano provocato contrasti tra i due, al punto che Ludo arrivò a cacciarla di casa. Tempo dopo, Isa si suicidò dopo aver subito uno stupro e Ludo fece ritorno in città per partecipare al funerale. In quei giorni incontra casualmente Bea in un locale di Milano e rivede anche Mahdi, passato brevemente durante il funerale. La psichiatra di Isa rivelò a Ludo che la ragazza avesse cominciato a frequentare un circolo gestito da un gruppo di tre giovani ragazzi.
Nel presente, Ludo lega particolarmente con Giacomo, uno dei tre ragazzi da lui avvicinati. Mahdi e i suoi scagnozzi si mettono a cercare i responsabili della morte di Fiorella, prendendo di mira la Kasba nel momento in cui vengono recuperati dal garage di Nael i gioielli rubati nel negozio di Fiorella. Bea utilizza le proprie ragazze per fare circolare la cocaina, che Curzi ha il compito di piazzare sul mercato. Visto l'ampio bacino di clienti e la crescente richiesta del prodotto, Bea accelera il processo di consegna chiedendo alle ragazze di fare doppio turno e dunque di esporsi a rischi maggiori. Durante una delle consegne, Celeste viene scoperta dalla polizia.
- Guest: Jake La Furia (tatuatore).

## Episodio 4
- Diretto da: Ciro Visco
- Scritto da: Tommaso Matano

### Trama
L'arresto di Celeste provoca una retata da parte delle forze dell'ordine presso il quartier generale della Misa, in cui tuttavia la cocaina non viene trovata poiché tempestivamente trasferita da Rosario nei cassonetti dell'immondizia. Mentre Mahdi e i suoi cercano Nael, Zak nasconde l'amico nel negozio di suo padre e prende le redini della Kasba, i cui membri vengono avvertiti da Mahdi che chiunque stia coprendo Nael ne avrebbe pagato le conseguenze. Bea si confronta con Mahdi intimandolo di interrompere gli scontri con la Kasba cosicché la polizia smetta di pattugliare il quartiere, ma Mahdi si mostra indifferente alle sue richieste. Per timore che Celeste in carcere potesse cedere e parlare, Rosario la fa morire per avvelenamento e annuncia a Bea che da quel momento sarebbe stata lei a guidare la Misa. Mahdi localizza Nael e durante l'inseguimento quest'ultimo scivola dal balcone di un palazzo del Blocco e muore. Infine, Ludo viene invitato da Giacomo a una festa presso Villa Paradiso e, una volta ottenuto l'accesso alla sua camera da letto, scopre da alcuni video sul suo computer che è stato Giacomo a violentare Isa.

## Episodio 5
- Diretto da: Ciro Visco
- Scritto da: Tommaso Matano

### Trama
In un flashback si scopre che Lorenzo sia il colpevole della morte di Fiorella, come conseguenza di un alterco tra i due. La morte di Nael provoca l'insurrezione della Kasba: la gang devasta l'appartamento di Mahdi prende e minaccia la sua ragazza di morte. Quest'ultima, dopo aver corrotto uno degli inquilini del Blocco che si trovava vicino al negozio di Fiorella al momento della sua morte, viene a sapere che l'omicidio è stato commesso da Lorenzo e lo fa presente a Mahdi. Resosi conto di aver causato la morte di un ragazzo innocente, Mahdi si arrende al cospetto di Zak e della Kasba, chiedendo in cambio che i suoi cari vengano risparmiati: Zak, anziché ucciderlo, lo sfratta dal Blocco, minacciandolo di morte nel caso in cui fosse tornato. Nel frattempo, Bea si allontana dalla madre Rosario dopo la morte di Celeste.  Lorenzo, dopo aver risanato il rapporto con il compratore originario di Bea, si mette in affari con Rosario. La donna viene tuttavia truffata da Lorenzo, che escogita un piano per farsi cedere la cocaina in cambio di una borsa piena di soldi falsi. Lo scagnozzo di Calavera rintraccia Rosario e comunica a Bea che avrebbe avuto tre giorni per saldare il debito derivante dal carico di droga. Disperata, Bea chiede aiuto a Ludo e Mahdi, con cui si è precedentemente ricongiunta grazie all'impegno di Ludo. Desideroso di vendetta contro Lorenzo, Mahdi contatta Snake.
- Guest: Noyz Narcos (se stesso).

## Episodio 6
- Diretto da: Ciro Visco
- Scritto da: Ivano Fachin

### Trama
Ricercato dalla polizia in seguito al tentato omicidio di Lorenzo, Snake si dà alla latitanza e si rifugia in una comunità cinese, nascondendo i suoi tatuaggi e modificando il più possibile il proprio aspetto fisico. Determinato a mantenere un profilo basso in attesa di aver accumulato denaro a sufficienza per compare un'identità falsa da un fornitore italiano che come lui vive in comunità, la quotidianità di Snake viene interrotta dalla conoscenza di una ragazza cinese che vive di fronte a lui. Nel momento in cui il marito di lei viene ucciso da un gruppo di criminali interni alla comunità, Snake la nasconde nel suo appartamento e successivamente vi consuma un rapporto sessuale. Poiché viene a sapere che l'unica via di fuga per la ragazza è l'Inghilterra, Paese in cui vive la sorella, impiega i soldi da lui messi da parte fino ad allora per acquistare un documento falso per lei. Una volta accompagnata all'aeroporto, Snake si decide a tornare nel circolo della criminalità milanese, dopo aver originariamente rifiutato la proposta di Mahdi.
- Guest: Alessandro Borghi (Arturo), Elisa Wong (Kiru).

## Episodio 7
- Diretto da: Ciro Visco
- Scritto da: Giovanni Galassi

### Trama
Mahdi e Zak, a nome delle rispettive gang rivali, stringono un'alleanza rintracciando in Lorenzo Curzi un loro nemico in comune. Con l'aiuto della Kasba, i tre ragazzi elaborano un piano: sequestrare Curzi e costringerlo a ceder loro la droga sfruttando il pretesto di un incontro pubblico tra Bea e Lorenzo. Tuttavia, il piano fallisce nel momento in cui Lorenzo pedina la gang di Mahdi, portando con sè Bea. Nel tentativo di agganciare Cerruti, di cui i ragazzi si sarebbero serviti per vendere la droga una volta recuperata da Lorenzo, Ludo si riavvicina a Giacomo. Infine, Snake raggiunge Mahdi chiedendogli se avesse ancora bisogno del suo aiuto.

## Episodio 8
- Diretto da: Ciro Visco
- Scritto da: Ivano Fachin

### Trama
Con il pretesto di rimettersi nel giro dello spaccio di cocaina, Ludo propone a Cerruti una vendita di dieci chili di droga. Durante il loro incontro, Lorenzo offre ancora una volta a Bea di intraprendere una relazione professionale insieme, qualora la ragazza decidesse di rompere per sempre con il proprio passato. Una esitante Bea raggiunge Mahdi, Ludo, Zak e Snake, con i quali elabora un piano per sottrarre la droga da Lorenzo: introdursi alla festa di Villa Paradiso, dove lo scambio tra Curzi e Cerruti si sarebbe svolto. Nello scontro a fuoco che segue, i ragazzi recuperano la droga da Cerruti, mentre Snake insegue e uccide Curzi, inizialmente riuscito a fuggire con la borsa contenente i soldi. A causa delle ferite provocate dall'inseguimento, Snake si accascia tra le scale della metropolitana. Sempre durante la festa, Ludo droga Giacomo e si vendica per la morte di Isa colpendolo fino a fargli perdere i sensi. Tuttavia, uno degli amici di Giacomo spara a Ludo, sopraggiunto nella stanza da letto in cui i due si trovavano. Gravemente ferito, Ludo esala l'ultimo respiro mentre viene trasportato d'urgenza in ospedale da Mahdi e Bea. Dunque, Bea manda Zak a liberare Rosario, facendogli consegnare i soldi dovuto allo scagnozzo di Calavera e abbandonando in tal modo sua madre. Infine, dopo la perdita subita, Bea e Mahdi si lasciano Milano alle spalle, così come la loro vita precedente.